# Zachar Bieleńki
Zachar Moisiejewicz Bieleńki (ros. Захар Моисеевич Беленький, ur. 1888 w Newlu, zm. 2 lutego 1940) – radziecki polityk, działacz partyjny i związkowy.

## Życiorys
Urodzony w żydowskiej rodzinie mieszczańskiej, miał wykształcenie podstawowe, od 1905 członek SDPRR, 1917-1918 był członkiem komitetu wykonawczego rady związkowej Piotrogrodu. Od kwietnia do grudnia 1919 żołnierz Armii Czerwonej, następnie pełnomocnik Wszechzwiązkowej Centralnej Rady Związków Zawodowych na Uralu i na Syberii i członek Kolegium Ludowego Komisariatu Pracy RFSRR. 1922-1927 przewodniczący Północnokaukaskiego Krajowego Biura Związków Zawodowych, 1927-1928 kierownik Wydziału Taryfowo-Ekonomicznego KC WKP(b), od 19 grudnia 1927 do 26 stycznia 1934 członek Centralnej Komisji Kontrolnej KC WKP(b), 1928-1931 członek Kolegium Ludowego Komisariatu Inspekcji Robotniczo-Chłopskiej ZSRR. Od 13 lipca 1930 do 26 stycznia 1934 członek Prezydium Centralnej Komisji Kontrolnej WKP(b), 1931-1934 zastępca ludowego komisarza inspekcji robotniczo-chłopskiej ZSRR, od 11 lutego 1934 członek, następnie do 1938 zastępca przewodniczącego, a 1938-1939 przewodniczący Komisji Kontroli Radzieckiej przy Radzie Komisarzy Ludowych ZSRR.
23 kwietnia 1939 aresztowany, 1 lutego 1940 skazany na śmierć przez Wojskowe Kolegium Sądu Najwyższego ZSRR "za przynależność do kontrrewolucyjnej organizacji i zmowie w systemie NKWD ZSRR", następnego dnia rozstrzelany. 5 stycznia 1955 pośmiertnie zrehabilitowany.